# Piotr Nowacki
Piotr „Jaszczu” Nowacki (ur. 21 czerwca 1979 w Działdowie) – polski rysownik komiksowy i ilustrator książek dla dzieci. Obecnie mieszka w Warszawie. W latach 2009–2011 roku redaktor naczelny kwartalnika komiksowego Karton. Rysownik popularnej serii komiksowej "Detektyw Miś Zbyś na tropie". Członek kolektywu artystycznego Pokembry.

## Publikacje
- Antologia memoria Janusza Christy
- Antologia piłkarska – Wszystko, co chcielibyście wiedzieć o piłce...
- Bazmag
- Biceps
- Byle do piątku trzynastego
- Co się stao?
- Copyright. Antologia komiksu
- Detektyw Miś Zbyś na tropie: Lis, ule i miodowe kule, scen. Maciej Jasiński, wyd. kultura gniewu 2013
- Detektyw Miś Zbyś na tropie: Złoty Sokół Teksański, scen. Maciej Jasiński, wyd. kultura gniewu 2014
- Detektyw Miś Zbyś na tropie: Kosmos to za mało, scen. Maciej Jasiński, wyd. kultura gniewu 2016
- Detektyw Miś Zbyś na tropie: Skarb Kapitana Czarnofutrzastego, scen. Maciej Jasiński, wyd. kultura gniewu 2017
- Detektyw Miś Zbyś na tropie: Dama z pluszowym misiem, scen. Maciej Jasiński, wyd. kultura gniewu 2018
- Detektyw Miś Zbyś na tropie: Wielki bałagan, scen. Maciej Jasiński, wyd. kultura gniewu 2020
- Detektyw Miś Zbyś na tropie: Czemu pani się uparła, żeby spotkać dinozaura?, scen. Maciej Jasiński, wyd. kultura gniewu 2021
- Detektyw Miś Zbyś na tropie: 20 tysięcy powodów, żeby odnaleźć Mikołaja, scen. Maciej Jasiński, wyd. kultura gniewu 2022
- Detektyw Miś Zbyś na tropie: Wielka draka w szockim zamczysku, scen. Maciej Jasiński, wyd. kultura gniewu 2023
- Głupatko, no co ty?
- Hardkorporacja
- It’s Not About That
- Jazda
- Jeju
- Jeśli zrobisz to teraz, to co będzie zaraz?, scen. Bartosz Sztybor, wyd. kultura gniewu 2021
- Karton
- KGB
- Klops
- Kolektyw
- Kontynenty
- Kwaziu – 1 – Kwaziu i turystki
- Kwaziu – 2
- Legendy bydgoskie – Bydgoszcz w legendzie
- Likwidator Alternative. Antologia 2
- Maszin
- MFK Antologia. 50. urodziny Tytusa
- MFK Antologia. W hołdzie Tadeuszowi Baranowskiemu
- MFK – Katalogi Wystawy Konkursowej
- Moe
- Mutująca teczka
- Myrmekofaga
- Niebieska Kapturka
- Nie marnuję...pomagam
- Nieustraszeni Łowcy Strachów. Potwór z bagna
- Nieustraszeni Łowcy Strachów. Powrót wielkiej stopy
- Nieustraszeni Łowcy Strachów. Zjawa z Jeziora Tikitaka
- Nieustraszeni Łowcy Strachów. Doktor Burek i Pan Ogórek
- Om. Apetyt na przygodę
- Przepraszam, żabo!
- Reformator. Marcin Luter
- Roznosiciel
- Sceny z życia murarza
- Smoczek Loczek. Bardzo straszna czkawka
- Smoczek Loczek. Na ratunek księżniczce
- Staruorzzz-stare klisze
- Supermocni kontra złodzieje zdrowia
- Tainted
- Tim i Miki. W Krainie Psikusów
- Yerp
- W koronie. Nie ma miejsca jak dąb
- W koronie. Jeszcze będzie las, by odpoczywać
- Wydział 7. Dobranocka
- Zeszyty komiksowe #14: Michał Śledziński
- Ziniol – kwartalnik kultury komiksowej

## Nagrody
- 3 nagroda na MFKiG 2019 za komiks "Apłam" - wraz z Mateuszem Wiśniewskim (scenariusz)
- Wyróżnienie na MFKiG 2018 za komiks "Cykor" - wraz z Mateuszem Wiśniewskim (scenariusz)
- Wyróżnienie na MFKiG 2016 za komiks "Beksa" - wraz z Mateuszem Wiśniewskim (scenariusz) i Łukaszem Mazurem (kolor)
- 3 nagroda na MFK 2008 za komiks „Szóstego dnia” – wraz z Bartoszem Sztyborem (scenariusz) i Sebastianem Skrobolem (kolor)[2]
- Nagroda Publiczności w holenderskim konkursie Plastieken Plunk 2010 za komiks „Just One Different Thought”, z Bartoszem Sztyborem (scenariusz) i Tomaszem Pastuszką (kolor)[3].